# USS Hornet (CV-12)
USS Hornet (CV-12) — важкий ударний авіаносець США періоду Другої світової війни класу  «Ессекс». Це був восьмий корабель з такою назвою у флоті США.

## Історія створення

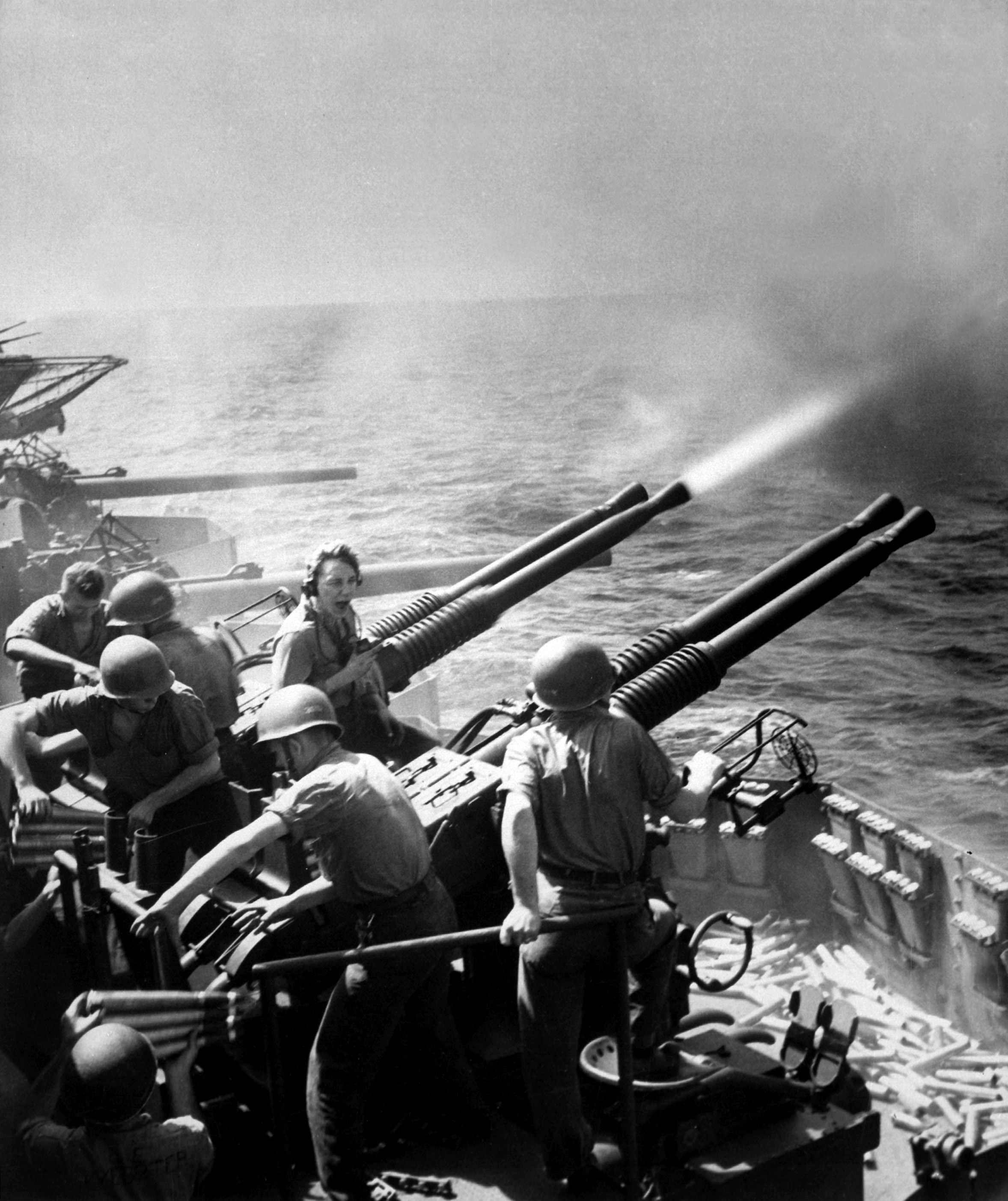
40-мм зенітні гармати ведуть вогонь під час нальоту на Токіо, 16 лютого 1945 року

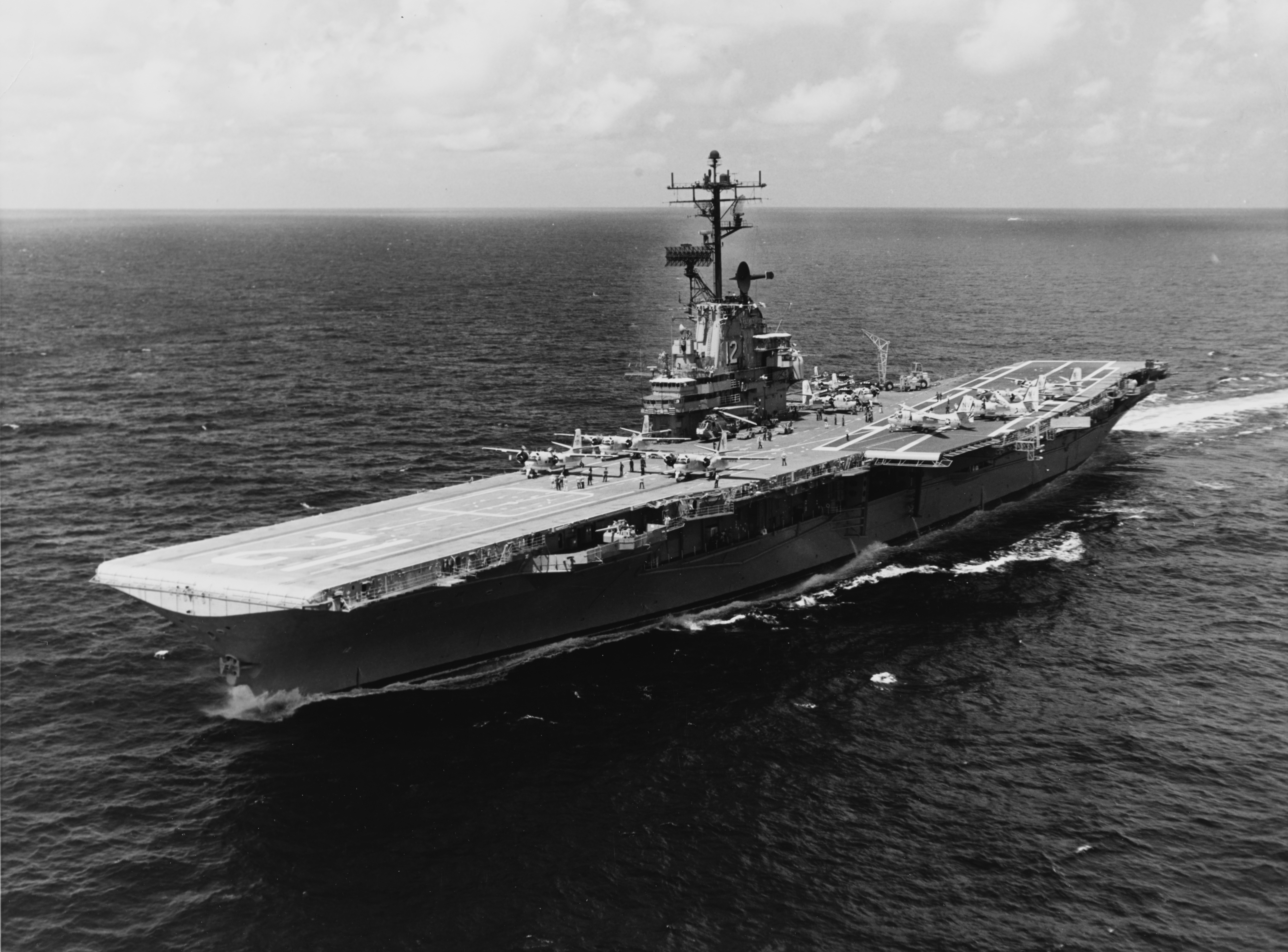
«Горнет» біля берегів В'єтнаму, 1967 рік

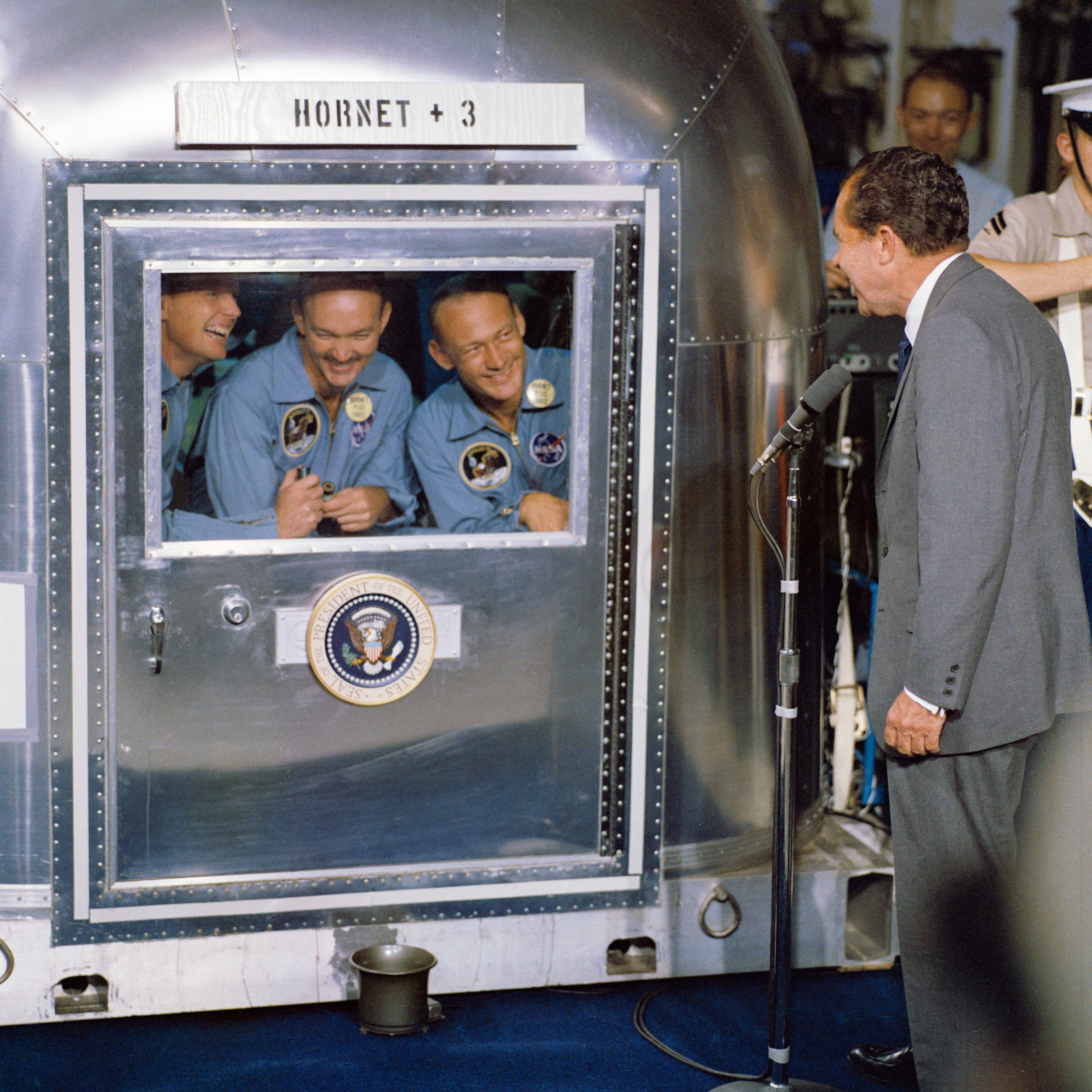
Президент Ніксон вітає астронавтів Армстронга, Олдріна та Коллінза, які перебувають в карантинній капсулі на борту «Горнета»

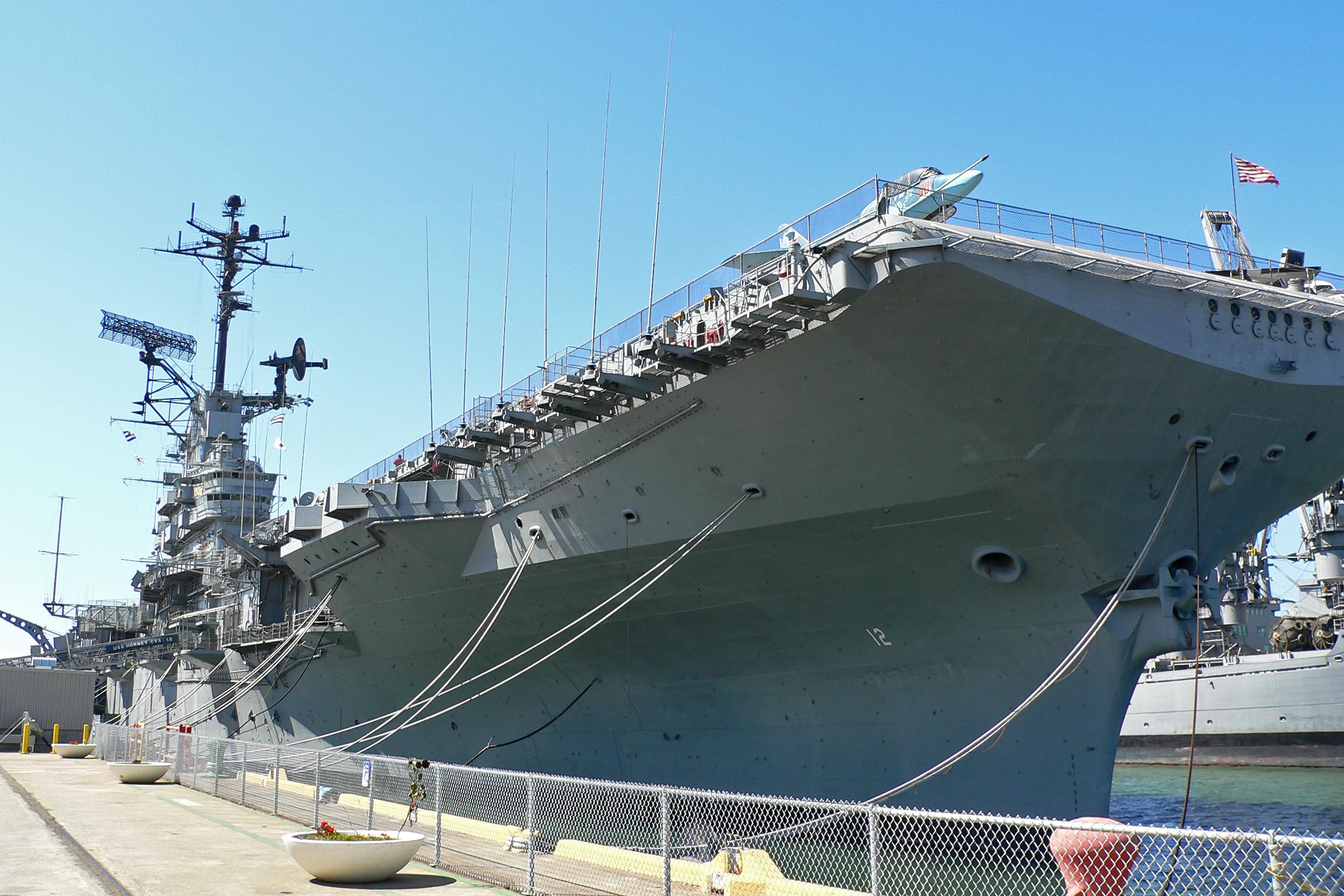
Корабель-музей «Горнет» в Аламіді, Каліфорнія

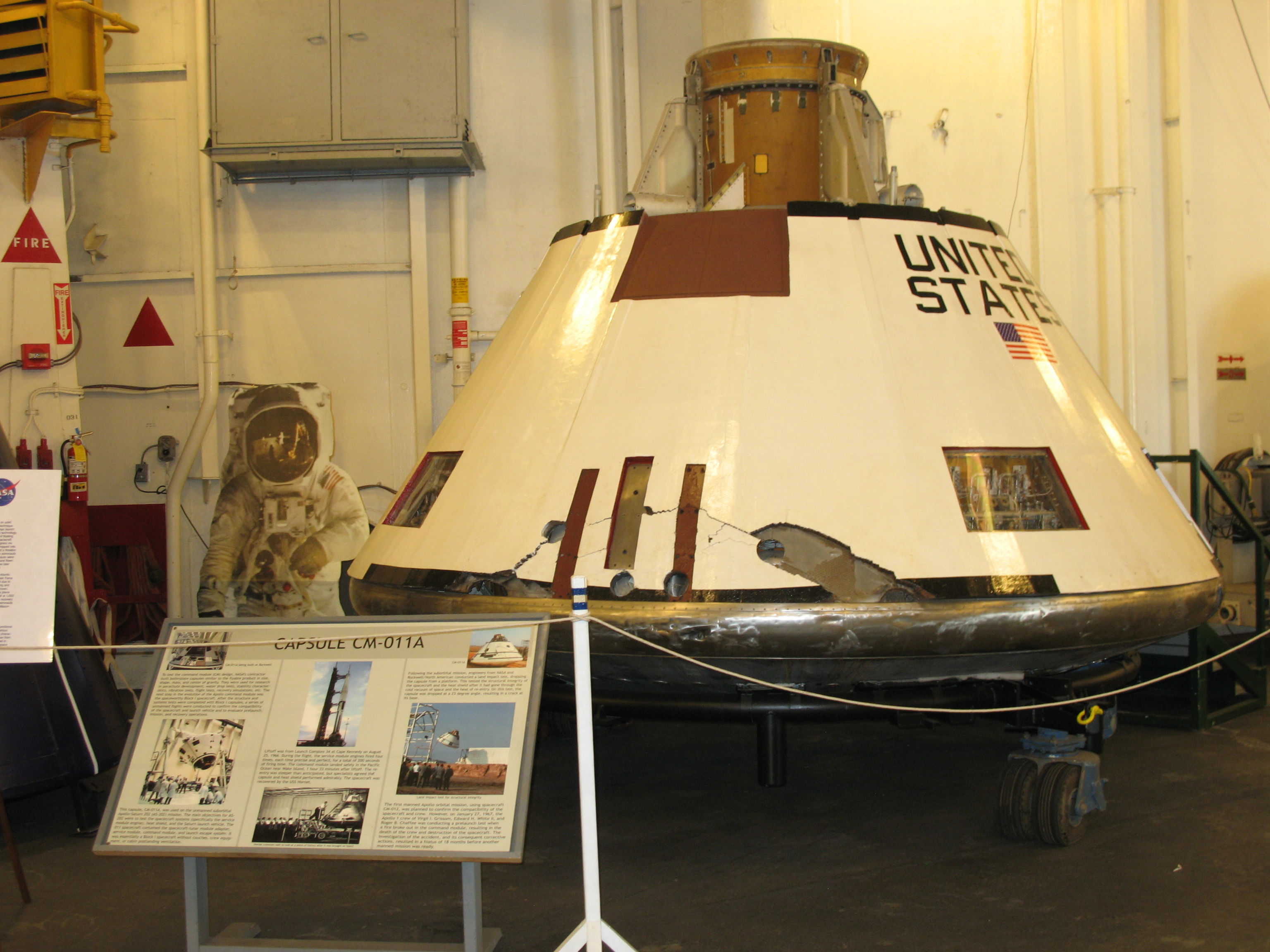
Експозиція космічної програми «Аполлон» на борту «Горнета»

Авіаносець «Горнет» був закладений на початку 1942 року на верфі Newport News Shipbuilding у місті Ньюпорт-Ньюс, штат Вірджинія, під назвою «Кірсердж» (англ. Kearsarge). Проте незабаром роботи були припинені для термінової побудови корпусів великих десантних кораблів LST. Роботи були відновлені 3 серпня 1942 року.
22 січня 1943 року корабель був перейменований на «Горнет» на честь однойменного корабля, втраченого 24 жовтня 1942 року в битві біля островів Санта-Крус. Спущений на воду 30 серпня 1943 року, вступив у стрій 29 листопада 1943 року.

## Історія служби

### Друга світова війна
Авіаносець «Горнет» брав участь у бойових діях з 12 березня 1944 року (з авіагрупою CVG-2). У ході боїв завдавав ударів по японських базах на островах Палау (30.03—01.04.1944), забезпечував висадку десанту в районі острова Нова Гвінея (21—29.04.1944), здійснив рейд на Трук (29—30.04.1944). Прикривав висадку десанту (11—23.06.1944; 04—05.07.1944; 21.07—05.08.1944) на Маріанські острови, брав участь в битві у Філіппінському морі (19—20.06.1944). Брав участь в десантній операції на Західних Каролінських островах (28.08—24.09.1944).
У кінці вересня — на початку жовтня 1944 року «Горнет» пройшов невеликий ремонт у США, після чого повернувся на ТВД з авіагрупою CVG-11. Авіаносець здійснив рейд на острови Рюкю, Формоза та Лусон (10—20.10.1944), забезпечував висадку десанту та брав участь у битві в затоці Лейте (20.10—22.10.1944; 26.10—27.11.1944). 26 жовтня 1944 року літаки з «Горнета» взяли участь у потопленні японського крейсера «Носіро».
Далі авіаносець завдавав ударів по аеродромах на острові Лусон (11—18.12.1944), здійснив рейд на японські бази на островах Формоза, Рюкю, Лусон, в Індокитаї та Гонконгу (30.12.1944—22.1.1945). 1 лютого 1945 року «Горнет» прийняв авіагрупу CVG-17. Брав участь в ударах по Токіо, Йокогамі, прикривав висадку десанту на Іодзіму (11.2—2.3.1945). Здійснив новий рейд на Токіо, військово-морську базу Куре (14—19.03.1945) та японські аеродроми на островах Окінава, Рюкю та Кюсю (23—31.03.1945), забезпечував десантну операцію на Окінаві (01.04—13.06.1945), в ході якої 7 квітня 1945 року літаки з «Горнета» брали участь у потопленні лінкора «Ямато». 6 червня 1945 року авіаносець отримав штормові пошкодження, після чого вирушив у США для ремонту.
За час війни літаки «Горнета» збили 712 японських літаків.
15 січня 1947 року авіаносець був виведений у резерв.

### Післявоєнна служба
Протягом 1951–1953 років «Горнет» був модернізований на верфі у Нью-Йорку за програмою SCB-27. 11 вересня 1953 року він був перекласифікований на ударний авіаносець CVA-12. Після тренувального плавання в Карибському морі «Горнет» вирушив у 8-місячне навколосвітнє плавання.
У 1956 році авіаносець був модернізований за програмою SCB-125, в ході модернізації був обладнаний кутовою політною палубою. 27 червня 1958 року він був перекласифікований на протичовновий авіаносець CVS-12. Після модернізації корабель ніс службу на Тихому океані.
У 1965 році авіаносець пройшов модернізацію за програмою FRAM (англ. Fleet Rehabilitation and Modernization). Брав участь у війні у В'єтнамі, здійснивши 3 походи на театр воєнних дій (12.08.1965—23.03.1966, 27.03.1967—28.10.1967 та 30.09.1968—13.05.1969).

#### Космічна програма
Авіаносець «Горнет» брав участь в космічній програмі США. 25 серпня 1966 року він забезпечував посадку другого прототипу космічного корабля «Аполлон».
24 липня 1969 року «Горнет» здійснював пошук та евакуацію екіпажу космічного корабля «Аполлон-11» (Ніла Армстронга, Майкла Коллінза, Базза Олдріна) після їхнього польоту на Місяць.
Також «Горнет» забезпечував посадку наступного космічного корабля, «Аполлон-12».

#### Завершення служби
26 червня 1970 року авіаносець «Горнет» був виведений з бойового складу флоту. Спочатку планувалась утилізація корабля, але в останній момент корабель був викуплений та перетворений на корабель-музей, який був відкритий для огляду в серпні 1998 року в Аламіді (Каліфорнія)

### Фольклор
Про авіаносець «Горнет» ходять чутки як про найбільш відвідуваний привидами корабель в американському флоті, через нібито численні випадки надприродних явищ на його борту.
Дослідженню цих явищ були присвячені ряд телепередач та серіалів (MTV's Fear, Ghost Hunters,  Ghost Adventures та інші)